# 九龍巴士5A線 (第一代)
九龍巴士5A線是香港一條已停駛的九龍區巴士路線。

## 歷史
- 1951年：第一代5A線投入服務，來往尖沙咀至九龍城，假日暫停服務。
- 1951年7月1日：雙層巴士派往5號線及5A線提供服務。
- 1952年：九龍城馬頭涌道總站遷往九龍城新總站，新總站位於現在太子道行車天橋底。
- 1958年10月5日：配合黃大仙徙置區首期入伙，九龍城總站遷往清水灣道。
- 1960年2月15日：九巴路線重整，增設九龍城分段點，取消馬頭角道分段點。
- 1960年3月15日：九龍城清水灣道總站改名為竹園。
- 1962年4月：尖沙咀總站改名為尖沙咀碼頭。
- 1963年：竹園總站遷往衍慶街，仍命名為竹園。
- 1965年6月1日：配合渡輪紅磡至中環航線投入服務，增設紅磡碼頭至九龍城的特別班次。
- 1965年7月29日：竹園總站遷往大成街，仍命名為竹園。
- 1967年6月25日：因六七暴動，路線於上午起停止服務，繼而取消服務。

## 行車資料

### 行車路線
- 尖沙咀碼頭開途經：梳士巴利道，漆咸道，馬頭圍道，馬頭角道，馬頭涌道，太子道，彩虹道，大成街

- 竹園開途經：大成街，東頭村道，沙田坳道，彩虹道，太子道，馬頭涌道，馬頭角道，馬頭圍道，漆咸道，梳士巴利道